# Parc national Desnianko-Starohoutski
Le parc national de Desnianko-Starohoutski (en ukrainien : Деснянсько-Старогутський національний природний парк) est un parc national d'Ukraine situé au nord de Kiev dans l'oblast de Soumy. Il a été fondé le 23 février 1999 afin de protéger la région de la rivière Desna avec des paysages de zones humides et de forêts mixtes en Polésie.
Le parc national a une superficie de 162 km2. En 2009 l'UNESCO le fait entrer comme réserve de biosphère. Il est ouvert au public sur une zone de 7 803 hectares. 

## Géographie
La géographie du parc est principalement arrosée par la Desna. Le paysage plat comprend des rivières et des lacs de méandres de la Desna, ainsi que de vastes marais et marécages.  La partie de Pridesnyanka est une plaine inondable surmontée d'un plateau de pins avec de vieilles maisons. C'est le lieu de confluence avec la Znobivka et la Sviga en rive gauche et la Soudost en rive droite.

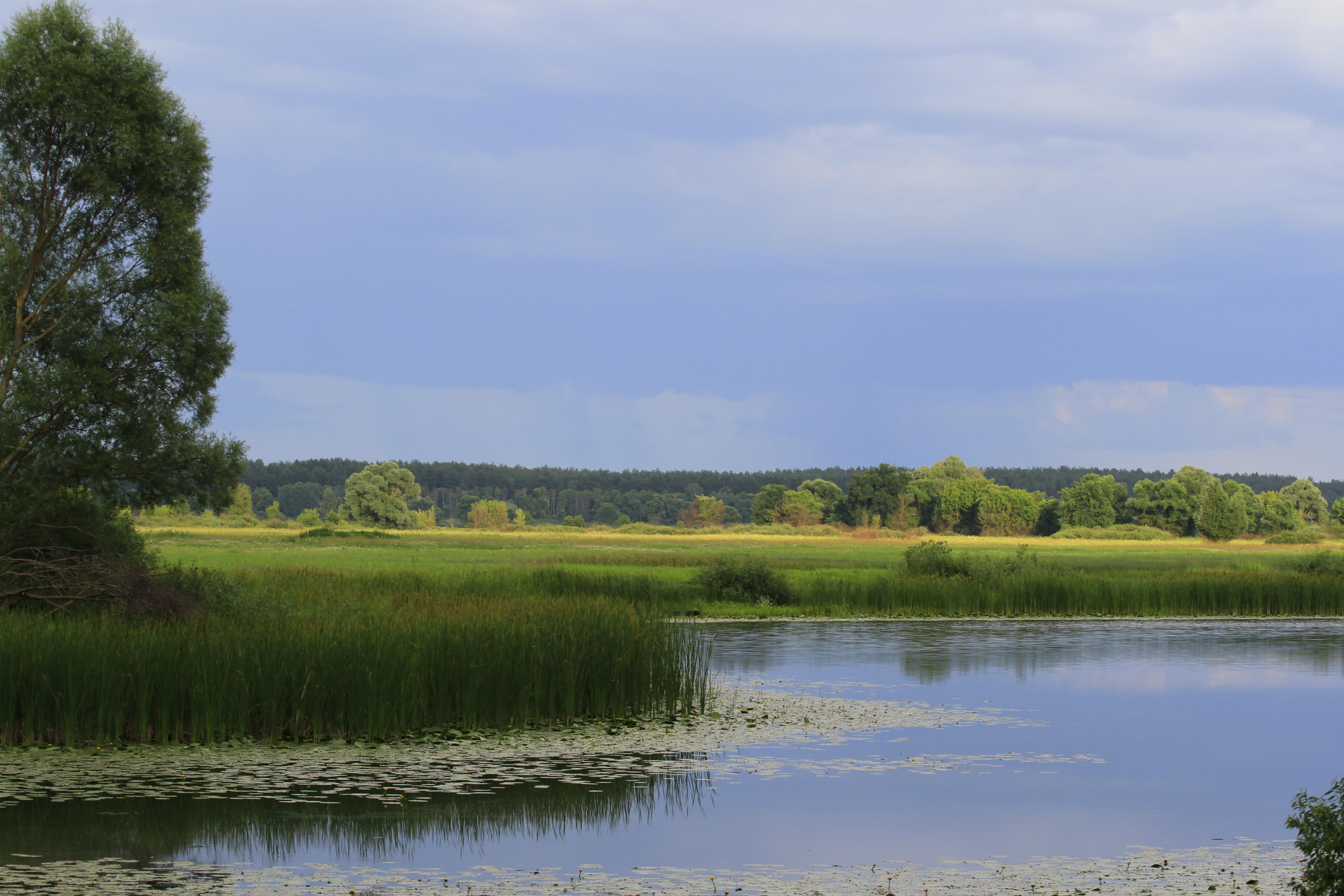
Méandre de la Desna.

### Flore
Dans le parc se trouvent vingt-deux espèces protégées comme l'Huperzia selago, la Goodyère rampante, le saule des pâturages ou la nénuphar frangé.

### Faune
De nombreuses espèces sont représentées, certaines de la zone boréale. Onze espèces sont sur la liste rouge européenne et à l'annexe deux de la convention de Berne. Sont présents l'ours brun, le lynx, la chevêchette d'Europe le nyctale de Tengmalm, le cassenoix moucheté, le vison d'Europe, le pygargue, le milan noir, le roitelet huppé.
Les grands mammifères typiques sont le cerf, le chevreuil, le sanglier, l’écureuil, le lièvre et le loup. Ces dernières années, les castors sont réapparus dans les zones marécageuses. Les oiseaux comptent 134 espèces recensées comme nichant dans le parc. Les communautés aquatiques comprennent le vulnérable esturgeon du Danube (ou sterlet) et la loutre d’Europe, presque menacée.

## Galerie d'images

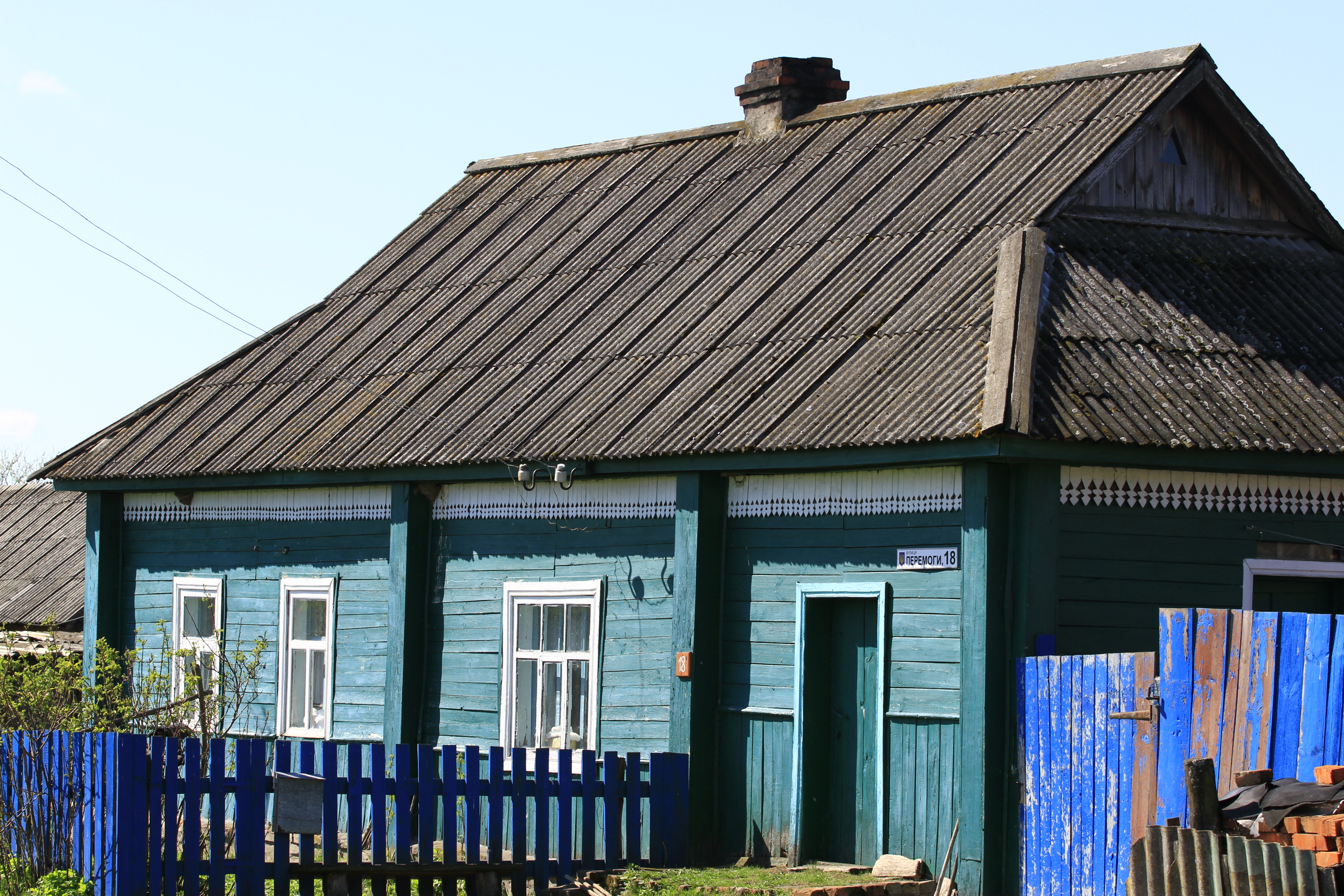
Maison abandonnée du village de Gavrilova.
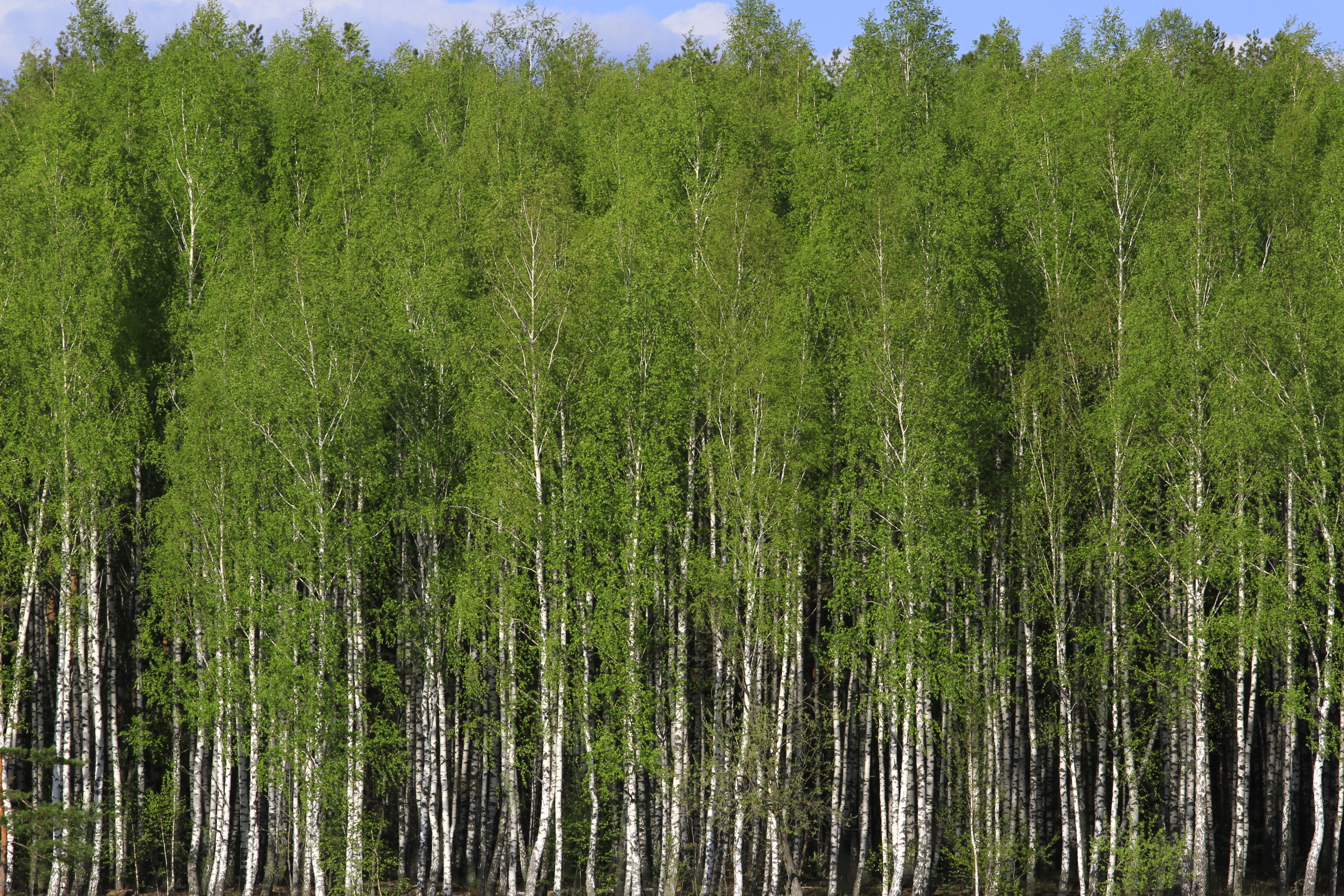
forêt de bouleaux
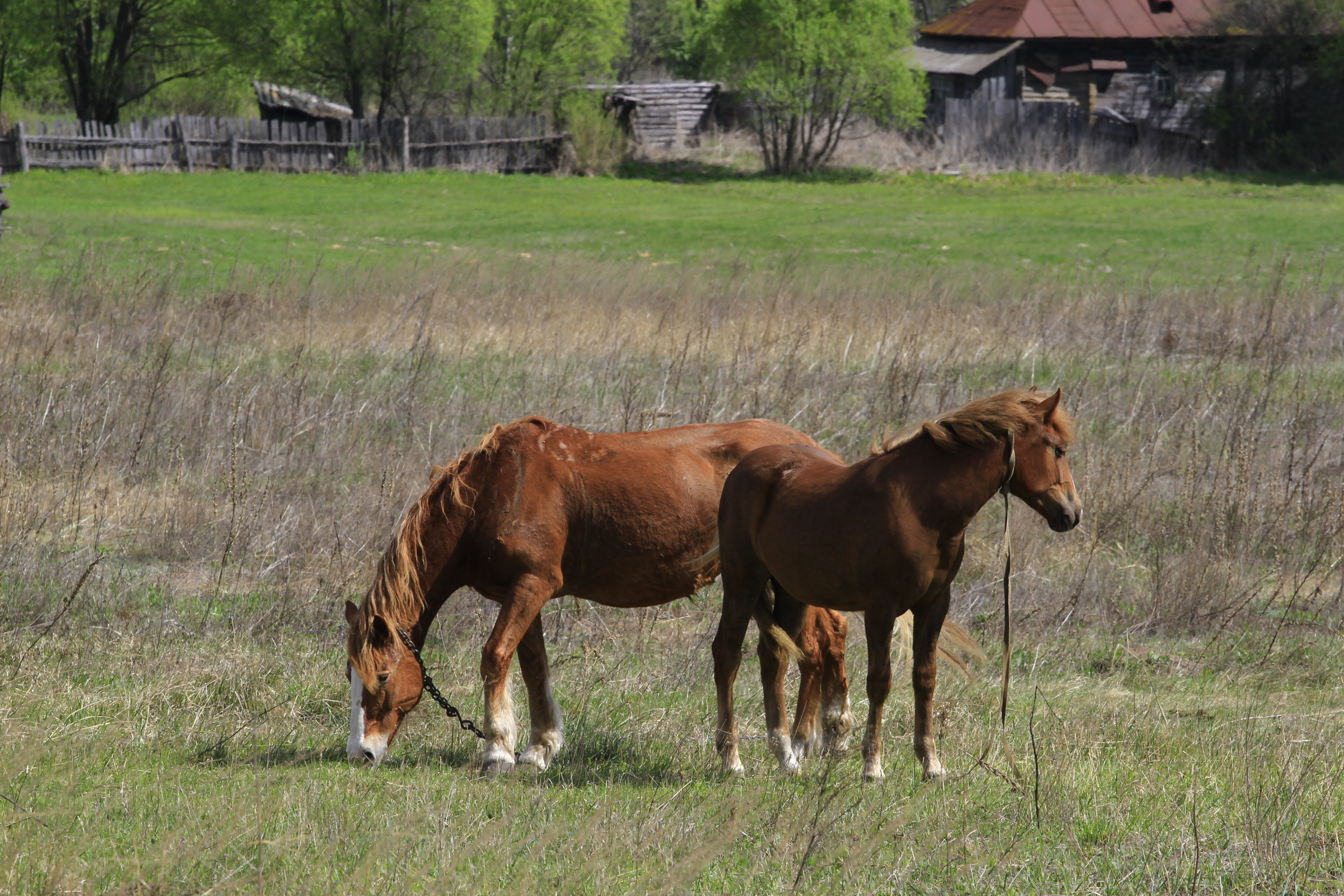
Faune
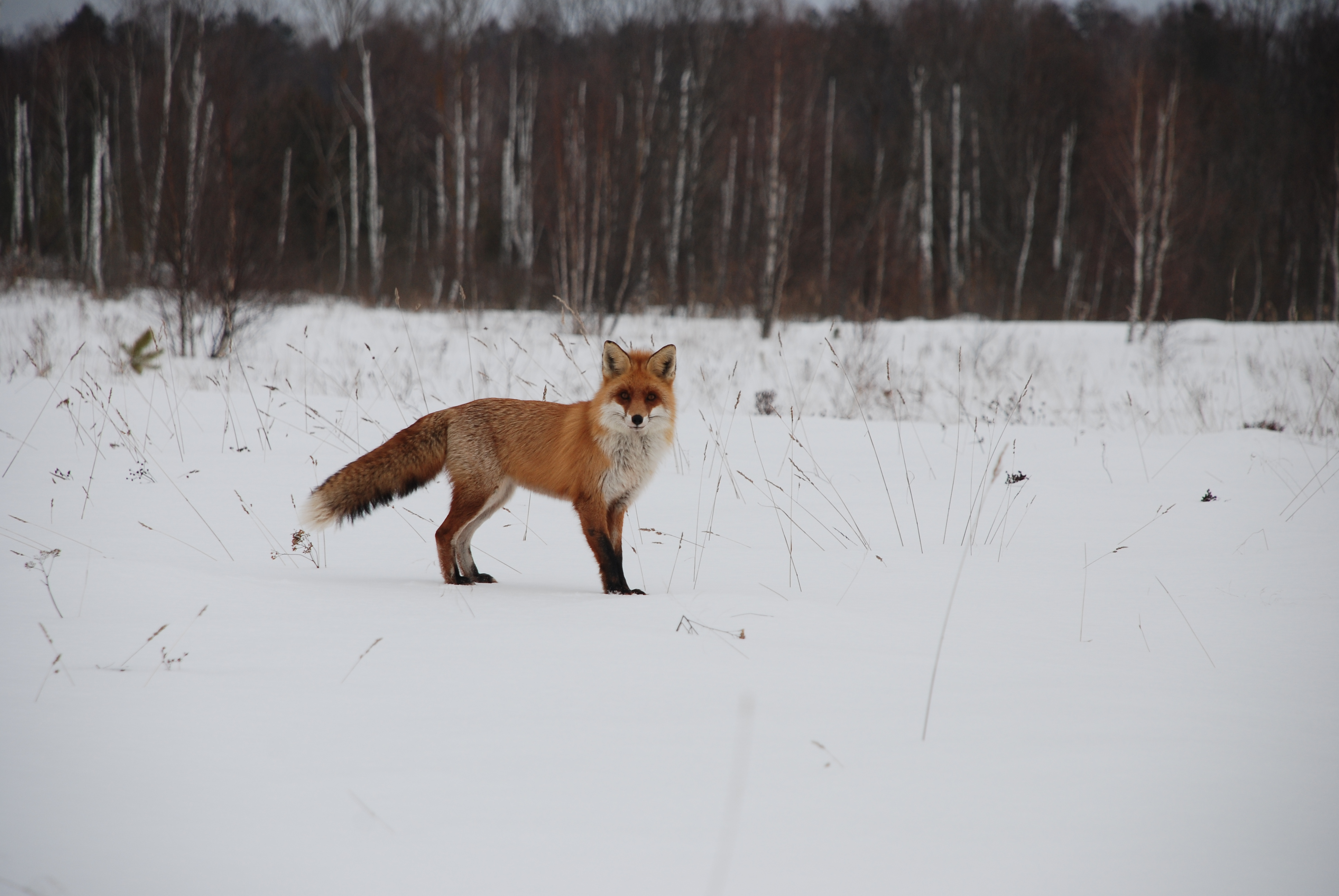
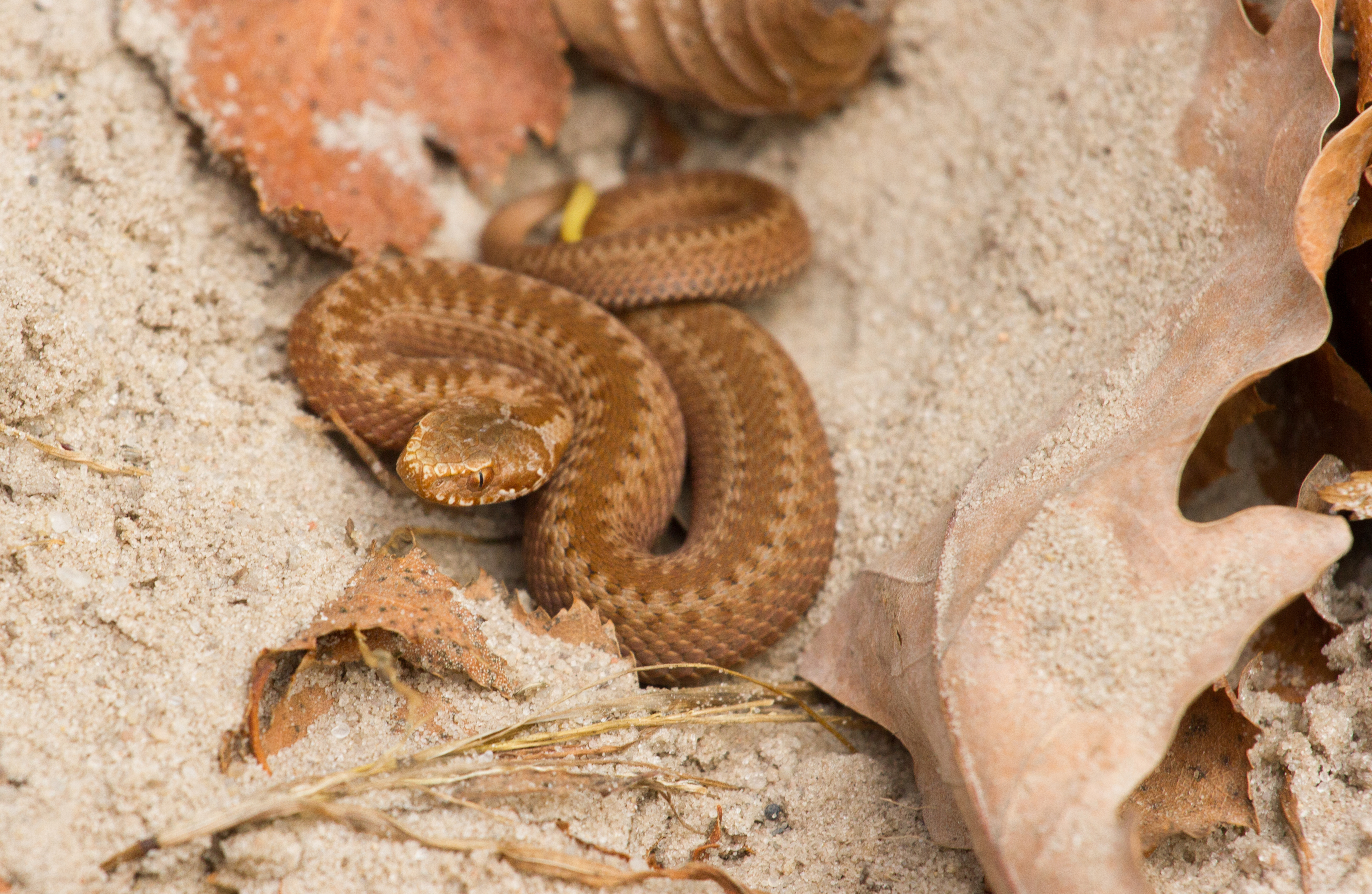
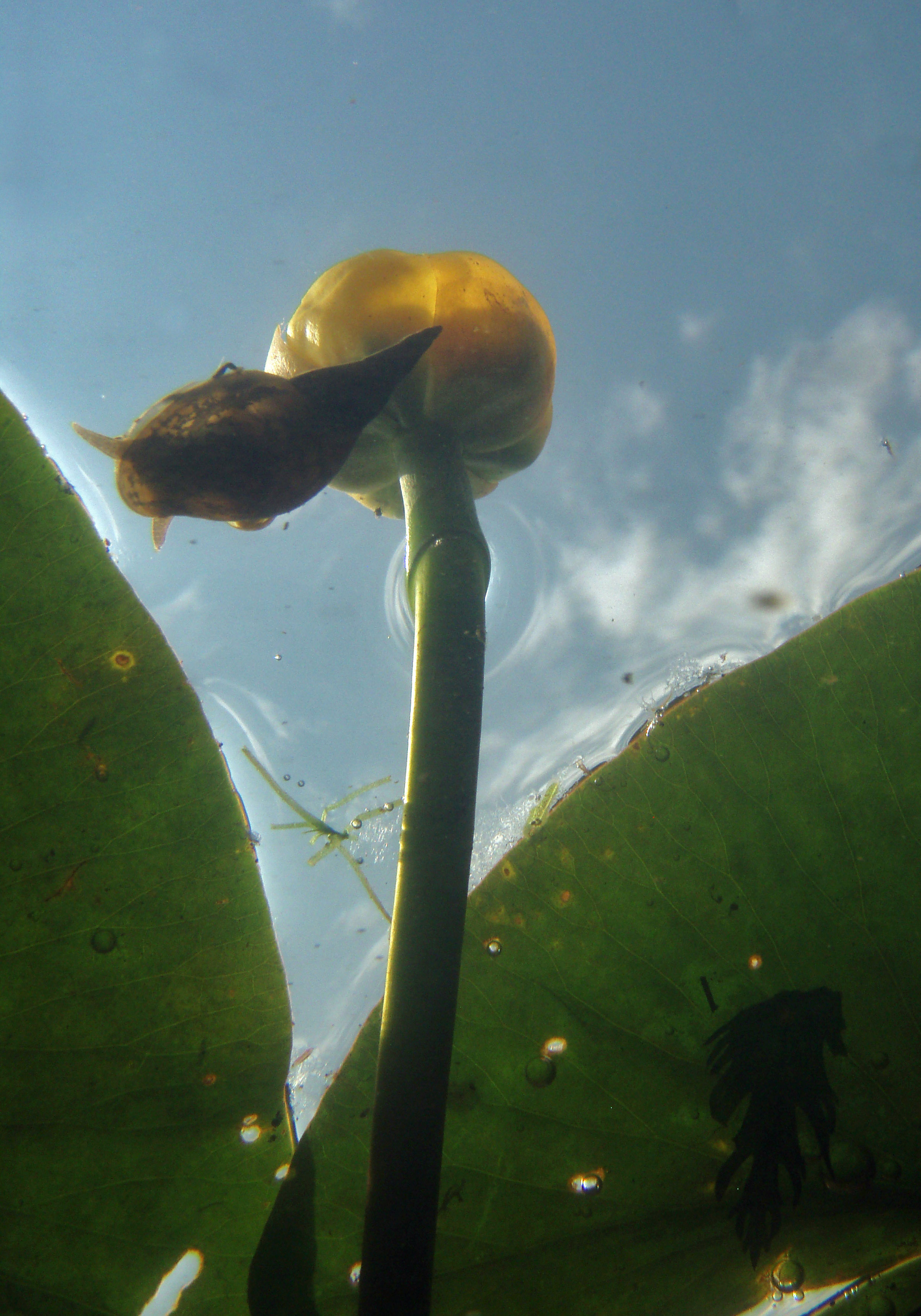
aquatique.
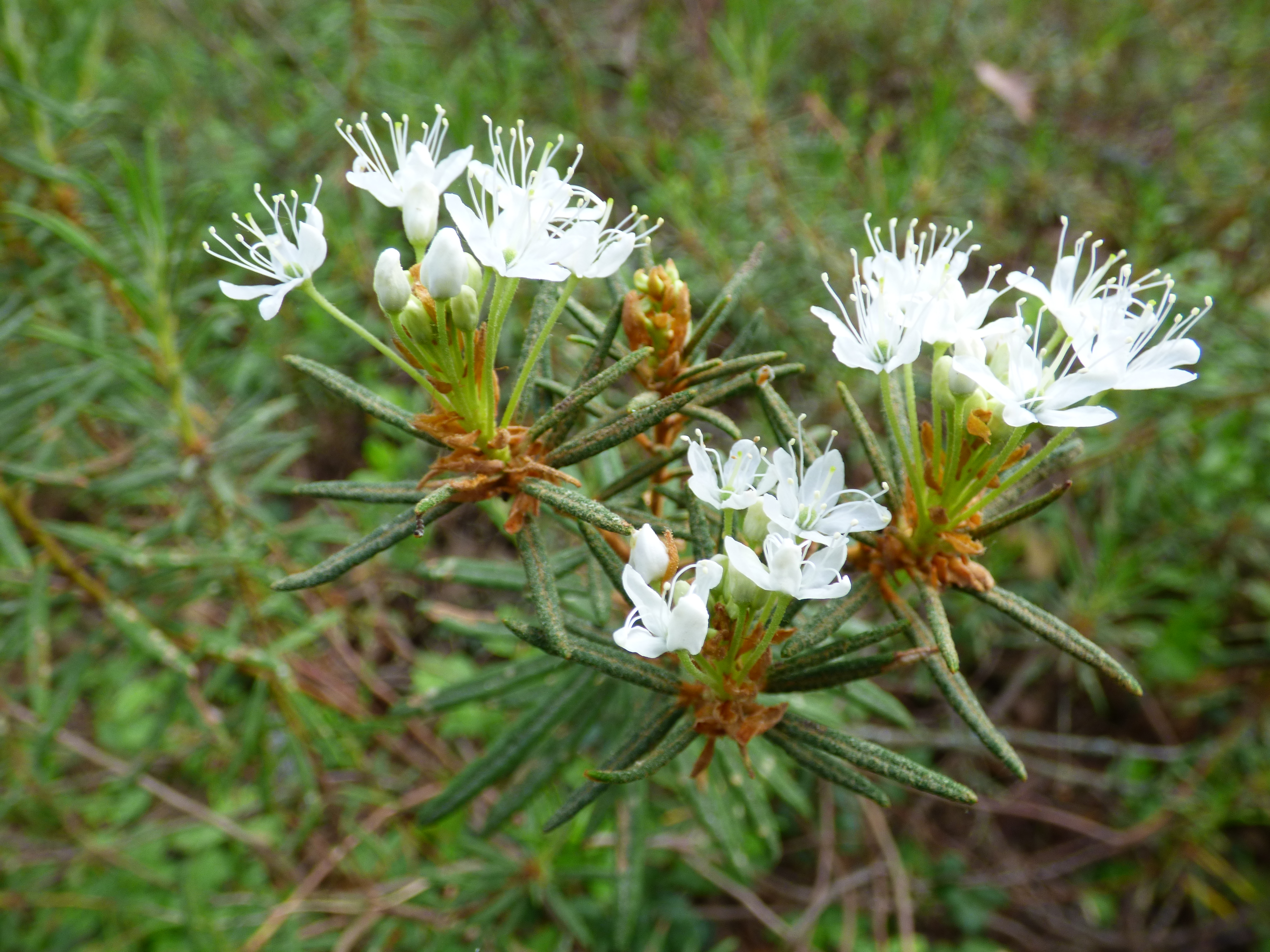
Flore.